# Sainte-Geneviève Football Club
 (août 2024).
Si vous disposez d'ouvrages ou d'articles de référence ou si vous connaissez des sites web de qualité traitant du thème abordé ici, merci de compléter l'article en donnant les références utiles à sa vérifiabilité et en les liant à la section « Notes et références ».
Actualités
Le Sainte-Geneviève Football Club est un club de foot situé à Sainte-Geneviève-des-Bois dans la banlieue de Paris.
Le club fut initialement créé au sein de l’association omnisports Sainte Geneviève Sports, en tant que section football. En 2022, la section a choisi de prendre son indépendance et de créer son propre club, aujourd’hui appelé Sainte Geneviève Football Club.

## Histoire
Sainte-Geneviève Sports est un club omnisports fondé en 1936 à la suite de la fusion de l'Union sportive ouvrière de Sainte-Geneviève-des-Bois fondé en 1930 et du Club sportif et touristique de l'Orge créé en 1932. Il y contenait une section football.
L'équipe A a été promue de DH en CFA 2 en 2003 puis de CFA 2 en CFA en 2005.
Après quatre saisons à ce niveau, l'équipe est reléguée en CFA 2 en mai 2009 à l'issue d'une saison très difficile au cours de laquelle les génovéfains ont malgré tout atteint les 1/32 de finale de la Coupe de France, éliminés par le LOSC de Michel Bastos après avoir été réduits à dix dès la 36e minute après l'exclusion de Héritier Lunda.
Lors de la saison 2005-2006, les essonniens se sont distingués en Coupe de France en éliminant le Stade lavallois, alors en Ligue 2, pour le compte du 8e tour de la compétition 1-0 (but d'Arnaud Lebrun contre son camp) puis le FC Mulhouse en 1/32 de finale 5-0. Le club est éliminé par la suite en 1/16 de finale par le Calais RUFC, vainqueur 1-0 au stade Robert-Bobin de Bondoufle où la rencontre avait été délocalisée.
En 2017, l'équipe est promue en National 2.
En 2022, la section football de Sainte-Geneviève Sports prend son indépendance et devient Saint-Geneviève Sports,.

## Logos

Logo de 2019 à 2022.
Logo depuis 2022.

## Personnalités du club

### Entraîneurs
- 1998-2002 :  Bernard Vendrely
- 2002-2008 :  Jean-Claude Fernandes
- Juin 2007-mai 2010 :  Isaac N'Gata
- Juin 2008- :  Emmanuel Dorado

## Palmarès
Championnat :
- Vainqueur de CFA2 Groupe E en 2017

Coupe :
- 32e de finale de la Coupe de France (2009 et 2017)
- 16e de finale de la Coupe de France (2006)